# Дравно (гмина)
Дравно (пол. Drawno) — гмина (волость) в Польше, входит как административная единица в Хощненский повет, Западно-Поморское воеводство. Население — 5405 человек (на 2005 год).